# Uatu
Uatu, aussi connu comme le Gardien (The « Watcher » en VO) est une entité cosmique évoluant dans l'univers Marvel de la maison d'édition Marvel Comics. Créé par le scénariste Stan Lee et le dessinateur Jack Kirby, le personnage de fiction apparaît pour la première fois dans le comic book Fantastic Four (vol. 1) #13 en avril 1963.
Uatu fait partie de la race d'entités cosmiques nommée les Gardiens (The Watchers), une espèce extraterrestre qui, dans un passé lointain, s'est dispersée à travers l'espace pour surveiller les activités d'autres espèces. Uatu est l'observateur chargé d'observer la Terre et son système solaire.

## Biographie du personnage

### Origines
Il y a des milliards d'années, des extraterrestres disposant d'un très haut niveau technologique décident d'aider les races inférieures dans l'univers. La première fois, Ikor (un des Gardiens) proposa d'aider la planète Prosilicus, en lui donnant le savoir sur l'énergie nucléaire, mais les Prosilicans s'en servirent pour créer des armes atomiques et s'autodétruisirent. Déçus, les Gardiens décidèrent de ne jamais plus interférer dans la vie des autres races de l'univers.
Uatu, est l'un des Gardiens. C'est une entité cosmique dont le but est d'observer ; il observe le déroulement de l'histoire dans tout l'univers sans jamais intervenir. Il est spécialisé dans l'observation de la réalité principale de la Terre, dite « Terre-616 ».
Il observe également les Terres alternatives : par exemple, la « Terre-1298 » dans Mutant X #12 ; la « Terre-82432 » dans What If #32 ; la « Terre-938 » dans What If (vol. 2) #52, mais aussi la dimension Marvel Zombies ainsi que toutes les autres réalités alternatives de l'univers Marvel.

### Parcours
Malgré le vœu de sa race de ne jamais intervenir, Uatu rompt un jour celui-ci lorsque Galactus, le Dévoreur de mondes, arrive sur Terre pour s'en nourrir. Aidant les Quatre Fantastiques, il protège la planète grâce à une ceinture de débris inorganiques (pour empêcher sa consommation par Galactus) et envoie la Torche Humaine (Johnny Storm) sur la planète artificielle du Dévoreur de mondes (Taa II) afin de chercher une arme pour l'arrêter (l’Ultimate Nullifier (en)).
Uatu est présent quand Jean Grey, une membre des X-Men, accède au pouvoir de la Force Phénix (en).
Il apparaît également dans les arcs narratifs Civil War, Secret Invasion, Marvel 1602, Earth X, la série Quasar, etc.

### Mort et résurrection
Lors de l'arc narratif Original Sin (en), Uatu est tué dans sa base lunaire au cours d’une altercation avec un Nick Fury vieillissant et mourant. L’ancien directeur du SHIELD devient alors le nouvel observateur de la Terre, sous le nom de « The Unseen » (l’« Invisible »).
Néanmoins, au cours de la saga Empyre (en), l’entité cosmique réapparaît quelques années plus tard, sous les yeux de Fury.

### Reckoning War
Pendant l'arc narratif Reckoning War (en), Nick Fury et Uatu rencontrent Red Richards (Mr Fantastique) qui les informent au sujet du Reckoning.
Lorsque Uatu tente d'appeler les autres Gardiens à l'aide, il est condamné à regarder le scénario alternatif What If qu'il n'avait jamais observé, celui d'une réalité où il n'est jamais intervenu en alertant les Quatre Fantastiques de la venue de Galactus sur Terre, cette réalité se terminant avec l'équipe des FF souffrant de blessures graves, mais repoussant Galactus par le biais de la rétro-ingénierie de la technologie du Dévoreur de mondes, pour créer une nouvelle source d'énergie pour la Terre. Uatu est condamné à regarder ce monde en boucle pour le reste de sa vie, en guise de punition pour son ingérence sur Terre.
Nick Fury suit les Gardiens et réussit à libérer Uatu de sa chaise. Dans le même temps, Fury révèle à Uatu que la vision qui lui est montrée s'est terminée juste avant que ne soit révélée le fait que le nouveau générateur d'énergie conçu par Red Richards (avec la technologie de Galactus) chargerait et effacerait l'univers. Uatu est secoué par cette nouvelle, mais rassuré que son interférence sur Terre était, après tout, justifiée.
En conclusion, Uatu construit une nouvelle tour de guet pour Fury, et lui confie la tâche de sécuriser l'Ultimate Nullifier (en) en tant que « The Unseen » (« l'Invisible »), et bouclier de l'humanité.

## Pouvoirs et capacités
Durant sa jeunesse sur son monde natal, Uatu a reçu une éducation très vaste. Depuis des millions d'années, il se consacre à l'étude du système solaire de la Terre et ses êtres vivants.
Grâce ses sens cosmiques très avancés, Uatu est au courant des innombrables événements de la Terre. Utilisant son intelligence surhumaine complexe, il peut surveiller les activités dans tout le système solaire de la Terre simultanément. Il étudie également les Terres des réalités alternatives de l'univers Marvel ; il a ainsi acquis une extraordinaire connaissance de l'histoire des êtres vivant dans la réalité « principale » de la Terre (Terre-616), ainsi que celles des nombreuses Terres alternatives.
- En tant que membre de la race des Gardiens, Uatu possède de vastes capacités psioniques, développés grâce à l’entraînement. Ces capacités incluent la lévitation, la télépathie, la possibilité de modifier mentalement et à volonté son apparence physique, de se rendre invisible lui-même ou d’autres personnes, d'être complètement indécelable aux sens d’autres personnes ou entités, de manipuler de puissances énergies, de projeter des champs de force impénétrables, voire de créer de puissantes illusions[1].
- S'il le décide, il peut aussi augmenter sa force physique en utilisant l'énergie psionique cosmique. Toutefois, il a tendance à minimiser son activité physique.
- Son corps étant renforcé par un traitement avec des « Delta-rayons », il est virtuellement immortel, bien qu'il puisse quand même mourir s'il perd la volonté de vivre. Par ailleurs, comme d’autres entités de son niveau de puissance, une explosion capable de disperser ses atomes sur de vastes distances pourrait être suffisante pour le tuer effectivement[1].
- Il peut convertir son corps en une forme d'énergie inconnue tout en conservant sa sensibilité, ce qui lui permet de voyager dans l'hyperespace puis de revenir à sa forme physique[1]. Il a également montré qu'il était capable de se transporter avec d'autres personnes à travers le temps[7] et, dans un épisode, a prétendu qu'il pouvait envoyer quelqu'un jusqu'aux Limbes (en)[8].

L'édition de 1985 de l’Official Handbook of the Marvel Universe a crédité le niveau de puissance d'Uatu sur un pied d’égalité avec celui des entités cosmiques Galactus, l'Étranger, voire les dieux Odin ou Zeus.
Sa maison, sur la Zone bleue de la Lune (en), comprend un vaste arsenal d'armes, d'artefacts et de techniques de pointe créées par diverses races extraterrestres évoluées, issues de tout l'univers.

## Apparitions dans d'autres médias

### Cinéma
- Les Quatre Fantastiques (1994, non sorti en salles)

### Séries télévisées
Séries télévisées d'animation Marvel
- Les Quatre Fantastiques (1967)
- The Marvel Super-Heroes (1966)
- X-Men (1992)
- Silver Surfer (1998)
- What If...? (2021-2023)
- Je s'appelle Groot (2023)
- X-Men ’97 (2024)
- Votre fidèle serviteur Spider-Man (2025)
- Eyes of Wakanda (2025)

### Roman
- Planet X (en) (un crossover des franchises X-Men et Star Trek)

### Jeux vidéo
- Spider-Man (2000)
- Marvel: Ultimate Alliance (2006)

Jeux en ligne
- City of Heroes (2005-2012)
- Marvel Heroes (2013-2017)

## Dans la culture populaire
- Dans la série Robot Chicken (épisode « Tapping a Hero »).
- La série Fringe fait référence à « Uatu The Observer ».